# Tàngara gorjablanca
La tàngara gorjablanca (Lanio leucothorax) és un ocell de la família dels tràupids (Thraupidae).

## Hàbitat i distribució
Habita la selva pluvial, a les terres baixes del Carib de l'est d'Hondures i est de Nicaragua, ambdues vessants de Costa Rica i oest de Panamà.